# Eva Berg (textilkonstnär)
Eva Berg, född 1951 i Karlstad, är en svensk textilkonstnär.
Berg studerade vid Värmlands läns landstings vävskola 1968 samt den estetiska linjen vid Kyrkeruds folkhögskola 1981-1983. Separat har hon ställt ut vid Värmlands Konsthantverkare i Karlstad och Butik o Galleri F i Borås. Hon har bland annat medverkat i samlingsutställningar på Värmlands museum, Arvika Konsthall, Konsthantverkshuset i Göteborg, White Gallery i Japan, Sillegården i Västra Ämtervik och Sak i Svendborg Danmark.
Berg är representerad vid Värmlands läns landsting, Årjängs kommun och Karlstads kommun.